# Llámame (WRS-dal)
A Llámame (magyarul: Hívj fel) WRS román énekes dala, mellyel Romániát képviselte a 2022-es Eurovíziós Dalfesztiválon Torinóban. A dal 2022. március 5-én, a román nemzeti döntőben, az Selecția Naționalăban megszerzett győzelemmel érdemelte ki a dalversenyen való indulás jogát.

## Eurovíziós Dalfesztivál
2021. december 23-án vált hivatalossá, hogy az énekes alábbi dala is bekerült a román eurovíziós nemzeti válogató 2022-es mezőnyébe. A dal hivatalosan 2022. január 3-án jelent meg. A dalt az előválogatóból a zsűri juttatta tovább az elődöntőbe, ahonnan továbbjutott a döntőbe. A március 5-én rendezett döntőben az énekes alábbi dalát választották ki a nézők és a szakmai zsűri, amellyel képviseli Romániát a következő Eurovíziós Dalfesztiválon.
A dalfesztivál előtt Barcelonában, Londonban, Tel-Avivban, Amszterdamban és Madridban, eurovíziós rendezvényeken népszerűsítette versenydalát.
Az Eurovíziós Dalfesztiválon a dalt először a május 12-én rendezett második elődöntőben adta elő fellépési sorrend szerint tizenharmadikként az Észtországot képviselő Stefan Hope című dala után és az Lengyelországot képviselő Ochman River című dala előtt. Az elődöntőből kilencedik helyezettként sikeresen továbbjutott a május 14-i döntőbe, ahol fellépési sorrendben másodikként lépett fel, a Csehországot képviselő We Are Domi Lights Off című dala után és a Portugáliát képviselő MARO Saudade, saudade című dala előtt. A szavazás során a zsűrinél összesítésben a huszonegyedik helyen végzett 12 ponttal, míg a nézői szavazáson a tizenharmadik helyen végezett 53 ponttal, így összesítésben 65 ponttal a verseny tizennyolcadik helyezettje lett.
A következő román induló Theodor Andrei D.G.T. (Off and On) című dala volt a 2023-as Eurovíziós Dalfesztiválon.